# IC 3106
IC 3106 је појединачна звијезда у сазвјежђу Дјевица која се налази на листи објеката дубоког неба у Индекс каталогу.
Деклинација објекта је + 9° 36' 48" а ректасцензија 12h 17m 45,8s.